# The Great Giana Sisters
Pour les articles homonymes, voir GGS.
 (février 2021).
Si vous disposez d'ouvrages ou d'articles de référence ou si vous connaissez des sites web de qualité traitant du thème abordé ici, merci de compléter l'article en donnant les références utiles à sa vérifiabilité et en les liant à la section « Notes et références ».
The Great Giana Sisters (GGS) est un jeu vidéo de plates-formes développé par Time Warp Productions et édité par Rainbow Arts en 1987 sur Commodore 64. Le jeu est également sorti sur Amiga, Amstrad CPC, Atari ST et MSX. La version Commodore 64 a été programmée par Armin Gessert avec des graphismes de Manfred Trenz.

## Histoire
Une forte ressemblance avec Super Mario Bros. est incontestable. La couverture de la version C64 raillait même Nintendo avec le slogan « The brothers are history. » (« Les frères, c'est du passé. » ). Les poursuites judiciaires étaient donc prévisibles. Rainbow Arts a ainsi été forcé de retirer son logiciel de la vente presque à sa sortie. L'adaptation ZX Spectrum, pourtant achevée, n'a pas atteint les bacs. Paradoxalement, les copies pirates se sont très bien répandues. Sans concurrence dans son secteur, le jeu a vite gagné un statut de culte. Les exemplaires originaux sont actuellement très prisés par les collectionneurs.
Le jeu doit une part de sa popularité au thème musical composé par Chris Hülsbeck. Ce dernier est très estimé dans la communauté chiptune, notamment par les amateurs de la puce SID du Commodore 64. Le morceau a été interprété par un orchestre complet au troisième Concert Symphonique de Musique de Jeux Vidéo, lors de la Games Convention de 2005 à Leipzig, en Allemagne. Le groupe suédois Machinae Supremacy a basé l'une de ses chansons sur la musique du jeu, pertinemment appelée "The Great Giana Sisters", disponible sur leur site.
En 2005, une version sobrement intitulée Giana Sisters a été rendue disponible pour téléphones mobiles. Il existe également un remake pour la Dreamcast de Sega : Giana's Return.
En 2009, une suite sort pour Nintendo DS, la réconciliation entre les développeurs et Nintendo a donc eu lieu et les vieilles querelles mises de côté.

## Similarités avecSuper Mario Bros.
Historiquement, Nintendo a évité de porter ses titres consoles sur micro-ordinateurs. Il est donc probable que le développement visait à tirer profit de la popularité de Super Mario Bros. en le faisant découvrir aux possesseurs d'ordinateur personnel non désireux d'acquérir une NES.
Des hackers entreprenants ont même altéré quelques sprites pour disposer de Super Mario Bros. sur Commodore 64.
Giana et Maria reflètent respectivement Mario et Luigi. Dans Super Mario Bros., les protagonistes peuvent collecter des champignons magiques. Ce faisant, ils grandissent et deviennent plus résistants : touchés ils regagnent leur taille initiale. Le champignon, caché dans un bloc, est libéré en le cognant par le bas. La boule de feu, quant à elle, convertit les deux sœurs en parfaites punks iroquoises. Dans les deux cas, cet état particulier des personnages leur permet de briser des blocs plus tenaces en les frappant de la tête.
On remarque également que les deux titres se reflètent exactement mot pour mot : Super devient Great (qui a la même signification dans ce contexte), les prénoms italiens Mario et Luigi deviennent Giana et Maria, deux autres prénoms italiens, et Bros. (diminutif de brothers - frères) devient Sisters (sœurs).
Mais il faut jouer et aller plus loin que les premiers niveaux pour s'apercevoir que Great Giana Sisters ne se résume pas à un simple copier/coller, en effet, l'architecture de niveau et le bestiaire se ressemblent de moins en moins lorsque l'on s'aventure au-delà des tout premiers niveaux.